# Bahnradsport-Weltmeisterschaften 1923
Die Bahnradsport-Weltmeisterschaften 1923 fanden zwischen dem 18. und 26. August 1923 auf der Radrennbahn Oerlikon in Zürich statt.
An diesen Weltmeisterschaften nahmen auch wieder Starter des Bundes Deutscher Radfahrer teil. Der Verband war nach dem Ersten Weltkrieg vier Jahre lang aus dem Weltradsportverband Union Cycliste Internationale ausgeschlossen gewesen. Zur Feier dieses Ereignisses gab die Zeitschrift Illustrierter Radrenn-Sport eine Sonderbeilage über die WM heraus. Eine Neuerung war die Einführung von Zweierläufen im Sprint.
Die Wettbewerbe fanden bei strahlendem Sonnenschein und täglich rund 15 000 Zuschauern statt.
Berufsfahrer
| Disziplin                 | Platz | Land            | Athlet                     |
| ------------------------- | ----- | --------------- | -------------------------- |
| Fliegerrennen über 1000 m | 1     | Niederlande     | Piet Moeskops              |
|                           | 2     | Frankreich      | Gabriel Poulain            |
|                           | 3     | Schweiz         | Ernst Kaufmann             |
| Steherrennen über 100 km  | 1     | Schweiz         | Paul Suter/Ernest Pasquier |
|                           | 2     | Frankreich      | Léon Parisot               |
|                           | 3     | Deutsches Reich | Karl Wittig                |

Amateure
| Disziplin                 | Platz | Land        | Athlet                      |
| ------------------------- | ----- | ----------- | --------------------------- |
| Fliegerrennen über 1000 m | 1     | Frankreich  | Lucien Michard              |
|                           | 2     | Niederlande | Antoine Mazairac            |
|                           | 3     | Niederlande | Gerard Bosch van Drakestein |